# 黒須成美
黒須 成美（くろす なるみ、1991年10月22日 - ）は、日本の女子近代五種選手。茨城県下妻市出身。東海東京証券株式会社所属。父の黒須秀樹も同じく近代五種選手。

## 経歴・人物
下妻市立上妻小学校の1年生時より水泳を行っていたが6年時より父親の影響で近代五種を始めた。下妻市立下妻中学校在籍時の2006年にアジア選手権で5位入賞を果たす。
つくば秀英高等学校在学中であった北京オリンピックの予選である2007年のアジア選手権は、東京の馬事公苑で開催されることから銃刀法の問題により出場が危ぶまれたものの、父秀樹の奔走により特例で出場が決まった。だが、馬術競技で時間切れとなるなど16位に終わり、日本女子初のオリンピックの近代五種競技出場はならなかった。
2011年3月、実家があり練習拠点だった下妻市の施設が東日本大震災で被災した。以前から顔見知りだった朴正七（ 韓国コーチ）が施設の提供を申し入れた。急遽釜山に飛んだ黒須はトレーニングに集中することができ、同年5月のアジア・オセアニア選手権で6位入賞を果たし、山中詩乃とともに日本人としては初めて、女子近代五種でのロンドンオリンピック出場権を獲得した。
2012年ロンドンオリンピックでは馬術での落馬などの困難を乗り越えて完走、完走した選手の中では最下位となる34位であったが、五輪最後の種目の最終ゴールを切った選手として大声援を浴びた。ゴール後には「私にとっての勝利は、今、私がここにいること、そのものです。みんなに、決して諦めない心を伝えられたらと思います」と言うコメントを残した。